# Ketzür
Ketzür è una frazione del comune tedesco di Beetzseeheide, nel Land del Brandeburgo.

## Storia
Il 1º febbraio 2002 il comune di Ketzür venne soppresso e fuso con i comuni di Butzow e Gortz, formando il nuovo comune di Beetzseeheide.